# Chrysomela scripta
Chrysomela scripta är en skalbaggsart som beskrevs av Fabricius 1801. Chrysomela scripta ingår i släktet Chrysomela och familjen bladbaggar. Inga underarter finns listade i Catalogue of Life.